# Camponotus brunni
Camponotus brunni é uma espécie de inseto do gênero Camponotus, pertencente à família Formicidae.